# Rubén Alfaro Bernabé
Rubén Alfaro Bernabé (Elda, 29 de abril de 1979) es un político español, afiliado al PSPV-PSOE. Además, es alcalde de Elda desde el 13 de junio de 2015 y fue presidente de la Federación Valenciana de Municipios y Provincias, actualmente es el vicepresidente.

## Biografía
Cursó sus estudios en el colegio público Pintor Sorolla y los continuó en el Instituto de Enseñanza Secundaria El Monastil. En 1997, ingresó en la Universidad Politécnica de Valencia (UPV) para realizar los estudios de Ingeniería de Caminos, Canales y Puertos (estudios que no llegó a finalizar). En 2004 se traslada a la Universidad de Alicante (UA) donde estuvo realizando tareas de becario en el Departamento de Urbanismo de dicha universidad. Durante sus estudios universitarios,  compaginó diferentes trabajos en una ferretería industrial, una estación de servicio y como diseñador gráfico.

## Trayectoria Política
Fue secretario del Consejo Local de la Juventud de Elda y también presidente de la Comisión Juvenil de la Junta Central de Moros y Cristianos.
Inició su compromiso con la política en el año 2000 afiliándose al PSPV-PSOE y a las Juventudes Socialistas de Elda. Entre sus cargos en la entidad juvenil socialista destacó la de Secretario General de JS del Alto y Medio Vinalopó y la de Vicesecretario General de los jóvenes socialistas valencianos (JSPV).
Desde abril de 2008 es Secretario General de la agrupación local del PSPV-PSOE de Elda. En las Elecciones Municipales de 2011 fue candidato del PSPV-PSOE a la Alcaldía de Elda, siendo desde junio de 2011 portavoz del Grupo Municipal Socialista en el Ayuntamiento de Elda.
En octubre de 2014 vuelve a ser proclamado candidato a la alcaldía de Elda, y el 24 de mayo de 2015 gana las elecciones locales. Desde el 13 de junio de 2015 es Alcalde de Elda, siendo investido gracias a los apoyos del PSPV y Compromís, y a la abstención de Sí se puede y Ciudadanos, liderado en Elda por Francisco Sánchez. El 5 de octubre de 2015 es elegido, por unanimidad, presidente de la Federación Valenciana de Municipios y Provincias.
En las últimas elecciones municipales de 2023 el PSOE de Elda consiguió 12 concejales, uno menos que en las anteriores elecciones, pero subiendo más de 1.000 votos, por lo que fue reelegido alcalde de la ciudad gracias a un pacto con Elda Para Todas.